# Salmanazar V
Sauf précision contraire, les dates de cet article sont sous-entendues « avant l'ère commune » (AEC), c'est-à-dire « avant Jésus-Christ ».
Salmanazar V  (Salmānu-ašarēd, « Le dieu Salmanu est prééminent ») est un roi d'Assyrie, de 727 à 722 av. J.-C. Il est aussi roi de Babylone sous le nom d'Ulûlaiu (ou Ouloulaï ou Ululayu). Il est fils de Teglath-Phalasar III.

## Biographie

### Une vie mal connue
On sait  peu de choses sur ce roi, dont le règne est bref. Ce manque de sources pourrait s'expliquer par sa succession conflictuelle : son successeur aurait fait disparaître des archives et monuments les célébrations que multipliaient les rois assyriens durant leurs règnes. 
Bien qu'il figure dans la liste royale officielle, à part quelques rares mentions dans des documents administratifs et correspondances officielles, les informations le concernant se trouvent principalement à l’extérieur de l'Assyrie, dans les chroniques babyloniennes et dans la Bible.

### Prince héritier
Il a deux frères, Sîn-ahu-usur et Sargon qui lui succédera. Leur père Teglath-Phalasar III désigne Salmanasar prince héritier dès le début de son règne. Il est gouverneur de l'ouest de l'empire, mais remplace son père lors de ses nombreuses campagnes militaires pour l'administration de la capitale et les affaires courantes. 

### Règne
Salmanasar monte sur le trône le 25e jour du mois de tebet (janvier). Contrairement à la coutume assyrienne, il n'engage pas immédiatement de campagne militaire pour marquer son entrée en fonction. Il entame plutôt des travaux de rénovations urbaines et de temples. 
Il mène ensuite trois campagnes, en 725, 724 et 723, dont la mieux documentée est celle menée contre le royaume d'Israël. Mais c'est aussi la plus controversée car les sources assyriennes, babyloniennes et bibliques se contredisent. 
Dès sa prise de pouvoir, Tyr se révolte. Salmanasar annexe le royaume d'Israël en -722, au terme d'un siège de trois ans contre son roi Osée (732-722) et sa capitale Samarie. Celui-ci ne lui payait plus de tribut et tentait alors d'obtenir l'appui de l'Égypte, où il avait "envoyé des messagers à So" (Saïs ?) au roi d’Égypte, pour tenter de retrouver son indépendance (Deuxième Livre des Rois 17, 4). Il s'agit sans doute du pharaon Tefnakht (XXIVe dynastie), ou sinon du pharaon Osorkon IV (XXIIe dynastie ou XXIIIe dynastie), plutôt que du pharaon émergent Piânkhy, de la XXVe. Samarie ne se rendra qu'au successeur de Salmanasar, Sargon II, bien que la Bible décrive le premier comme son vainqueur. 27 290 personnes, les « dix tribus perdues » d'Israël, sont ensuite déportées dans plusieurs villes d’Assyrie, tandis qu'un grand nombre de colons babyloniens et araméens s’établissent en Samarie (Deuxième Livre des Rois 17 et 18). 
Salmanazar V est également mentionné dans le Livre de Tobie, autre ouvrage de la Bible.
Il annexe aussi les principautés néo-hittites de l'Euphrate, jusqu’au Halys. 
On ne sait pas comment meurt Salmanasar, dernier souverain de sa dynastie, la VIe, le 12e jour de tebet, ni comment Sargon II prend le pouvoir. Certains spécialistes[Lesquels ?] avancent l'hypothèse d'un coup de force et d'un attentat.
À la fin de son règne, les habitants des royaumes du sud de la Mésopotamie ne veulent plus de la domination assyrienne. Le Chaldéen Marduk-Apal-Idin II (722-710), protégé par le roi d’Élam Shutruk-Nahhunté II (717-699), usurpe le trône de Babylone. En -710, Sargon II récupérera ce trône.

## Sources